# Izzy Hoyland
Isabelle "Izzy" Hoyland es un personaje ficticio de la serie de televisión australiana Neighbours, interpretada por la actriz Natalie Bassingthwaighte del 1 de septiembre de 2003 hasta el 29 de marzo de 2007. Natalie regresó a la serie el 13 de febrero del 2018 y su última aparición fue el 20 de marzo del mismo año.